# Élections à Indre
 (septembre 2022).
Cet article donne les taux de participation et les résultats de divers référendums et élections récents à Indre.
Indre est une commune, située dans le département de la Loire-Atlantique et la région Pays de la Loire. Elle se situe à 8 km à l'ouest de Nantes.
Indre est historiquement ancré à gauche. Les trois grosses industries installées sur la commune peuvent l'expliquer de par le nombre important d'ouvriers qui compose la population avec ces « maisons moulés ». Mais également, la commune est une ancienne cité de pêcheurs qui pour la plupart avaient des revenus modestes.[non neutre]

## Élections municipales

### Élection municipale de 2020
Le premier tour de scrutin a eu lieu le 15 mars 2020 dans un contexte particulier, lié à la pandémie de Covid-19. Prévu initialement le 22 mars, le second tour est fixé au 28 juin 2020.
| Tête de liste            | Tête de liste     | Liste       | Premier tour | Premier tour | Second tour | Second tour | Sièges | Sièges |
| Tête de liste            | Tête de liste     | Liste       | Voix         | %            | Voix        | %           | CM     | CC     |
| ------------------------ | ----------------- | ----------- | ------------ | ------------ | ----------- | ----------- | ------ | ------ |
|                          | Anthony Berthelot | DVG         | 747          | 48,06        | 780         | 49,49       | 21     | 1      |
| Alternative Indre 2020   |                   |             | 747          | 48,06        | 780         | 49,49       | 21     | 1      |
|                          | Serge David *     | DVG         | 604          | 38,86        | 668         | 42,38       | 5      | 0      |
| Indre Avenir             |                   |             | 604          | 38,86        | 668         | 42,38       | 5      | 0      |
|                          | Thierry Diquélou  | DVG         | 203          | 13,06        | 128         | 8,12        | 1      | 0      |
| Complètement d'Indre     |                   |             | 203          | 13,06        | 128         | 8,12        | 1      | 0      |
|                          |                   |             |              |              |             |             |        |        |
| Inscrits                 | Inscrits          | Inscrits    | 2 817        | 100,00       | 2 818       | 100,00      |        |        |
| Abstentions              | Abstentions       | Abstentions | 1 223        | 43,41        | 1 214       | 43,08       |        |        |
| Votants                  | Votants           | Votants     | 1 594        | 56,59        | 1 604       | 56,92       |        |        |
| Blancs                   | Blancs            | Blancs      | 25           | 1,57         | 18          | 1,12        |        |        |
| Nuls                     | Nuls              | Nuls        | 15           | 0,94         | 10          | 0,62        |        |        |
| Exprimés                 | Exprimés          | Exprimés    | 1 554        | 97,49        | 1 576       | 98,25       |        |        |
| * Liste du maire sortant |                   |             |              |              |             |             |        |        |

### Élection municipale de 2014
|                          | Serge David         | DVG            | 935   | 52,58  | 21 | 1 |  |  |
| Indre A Venir            |                     |                | 935   | 52,58  | 21 | 1 |  |  |
|                          | Jean-Luc Le Drenn * | DVG (UG)       | 843   | 47,41  | 6  | 0 |  |  |
| Unis pour Indre          |                     |                | 843   | 47,41  | 6  | 0 |  |  |
|                          |                     |                |       |        |    |   |  |  |
| Inscrits                 | Inscrits            | Inscrits       | 2 800 | 100,00 |    |   |  |  |
| Abstentions              | Abstentions         | Abstentions    | 923   | 32,96  |    |   |  |  |
| Votants                  | Votants             | Votants        | 1 877 | 67,04  |    |   |  |  |
| Blancs et nuls           | Blancs et nuls      | Blancs et nuls | 99    | 5,27   |    |   |  |  |
| Exprimés                 | Exprimés            | Exprimés       | 1 778 | 94,73  |    |   |  |  |
| * Liste du maire sortant |                     |                |       |        |    |   |  |  |

### Élection municipale de 2008
|                          | Jean-Luc Le Drenn * | DVG            | 993   | 60,85  | 22 |  |  |  |
| Unis pour Indre          |                     |                | 993   | 60,85  | 22 |  |  |  |
|                          | Gilles Delepierre   | DVG (UG)       | 639   | 39,15  | 5  |  |  |  |
| Indre libre et démocrate |                     |                | 639   | 39,15  | 5  |  |  |  |
|                          |                     |                |       |        |    |  |  |  |
| Inscrits                 | Inscrits            | Inscrits       | 2 631 | 100,00 |    |  |  |  |
| Abstentions              | Abstentions         | Abstentions    | 850   | 32,31  |    |  |  |  |
| Votants                  | Votants             | Votants        | 1 781 | 67,69  |    |  |  |  |
| Blancs ou nuls           | Blancs ou nuls      | Blancs ou nuls | 149   | 5,66   |    |  |  |  |
| Exprimés                 | Exprimés            | Exprimés       | 1 632 | 91,63  |    |  |  |  |
| * Liste du maire sortant |                     |                |       |        |    |  |  |  |

### Élection municipale partielle de 2006
|                          | Jean-Luc Le Drenn | DVG             | 691   | 52,43  | 21 |  |  |  |
| Indre gagnante           |                   |                 | 691   | 52,43  | 21 |  |  |  |
|                          | Alcide Maquaire * | PS-PCF-UDB (UG) | 627   | 47,57  | 6  |  |  |  |
| Vivre à Indre            |                   |                 | 627   | 47,57  | 6  |  |  |  |
|                          |                   |                 |       |        |    |  |  |  |
| Inscrits                 | Inscrits          | Inscrits        | 2 505 | 100,00 |    |  |  |  |
| Abstentions              | Abstentions       | Abstentions     | 1 148 | 45,83  |    |  |  |  |
| Votants                  | Votants           | Votants         | 1 357 | 54,17  |    |  |  |  |
| Blancs ou nuls           | Blancs ou nuls    | Blancs ou nuls  | 39    | 2,87   |    |  |  |  |
| Exprimés                 | Exprimés          | Exprimés        | 1 318 | 97,12  |    |  |  |  |
| * Liste du maire sortant |                   |                 |       |        |    |  |  |  |

Adjoints au maire
Martine Le Guen (enfance, affaires scolaires, jeunesse) - François Grudet (sports et culture) - Jacqueline Durigneux (finances) - Gilles Delepierre (urbanisme, travaux, voirie) - Serge David (solidarité, affaires sociales)
Conseillers municipaux élus
Indre gagnante (Divers gauche, majorité) : Anthony Berthelot - Simone Gourlaouen - Janick Le Floc'h - Corinne Levesque - Christophe de St-Jores - Christian Tessier - Réjane Forest - Jean-Christophe Gasc - François Maitre - Linaïk Huchet - Janick Le Floc'h - Marcel Chapron - Nadine Jaddus - Mureille Boiteau - Stéphanie Markiewicz - Myriam N'cho.
Vivre à Indre (Union de la gauche gauche, opposition) : Alcide Maquaire - Viviane Silva - Daniel Quenet - Nicole Boucher - Jean-Jacques Judic - Nadine Jaddus.

## Élections cantonales et départementales

### Élections cantonales de 2008

#### 1ertour
| Élection cantonale de 2008 , | Élection cantonale de 2008 , | Élection cantonale de 2008 , | Élection cantonale de 2008 , | Élection cantonale de 2008 , | Élection cantonale de 2008 , |
| Candidat                     | Parti                        | Commune                      | Commune                      | Canton                       | Canton                       |
| Candidat                     | Parti                        | Nbre                         | %                            | Nbre                         | %                            |
| ---------------------------- | ---------------------------- | ---------------------------- | ---------------------------- | ---------------------------- | ---------------------------- |
| Mireille Martin              | PS                           | 924                          | 56,07 %                      | 4 091                        | 44,73 %                      |
| Emmanuel Citté               | MoDem                        | 224                          | 13,59 %                      | 1 915                        | 20,94 %                      |
|                              | Front national               | 72                           | 4,37 %                       | 541                          | 5,91 %                       |
| Serge Plissonneau            | PCF                          | 139                          | 8,43 %                       | 729                          | 7,97 %                       |
| Pierre Tréguier              | Les Verts                    | 289                          | 17,54 %                      | 1 871                        | 20,45 %                      |
| Blanc ou nul                 | Blanc ou nul                 | 77                           | 4,46 %                       | 374                          | 3,93 %                       |
| Participation                |                              |                              |                              |                              |                              |
| Votant                       | Votant                       | 1 725                        | 65,69 %                      | 9 521                        | 55,68 %                      |
| Abstention                   | Abstention                   | 901                          | 34,31 %                      | 7 580                        | 44,32 %                      |
| Liste électorale             |                              |                              |                              |                              |                              |
| Inscrit                      | Inscrit                      | 2 626                        | 71,20 %                      | 17 101                       | ?                            |
| Non inscrit                  | Non inscrit                  | 1 022                        | 28,80 %                      |                              |                              |
| Population                   | Population                   | 3 688                        | 100 %                        |                              |                              |

#### 2etour
| Élection cantonale de 2008 , | Élection cantonale de 2008 , | Élection cantonale de 2008 , | Élection cantonale de 2008 , | Élection cantonale de 2008 , | Élection cantonale de 2008 , |
| Candidat                     | Parti                        | Commune                      | Commune                      | Canton                       | Canton                       |
| Candidat                     | Parti                        | Nbre                         | %                            | Nbre                         | %                            |
| ---------------------------- | ---------------------------- | ---------------------------- | ---------------------------- | ---------------------------- | ---------------------------- |
| Mireille Martin              | PS                           | 865                          | 80,92 %                      | 4 073                        | 70,92 %                      |
| Emmanuel Citté               | MoDem                        | 204                          | 19,08 %                      | 1 670                        | 29,08 %                      |
| Blanc ou nul                 | Blanc ou nul                 | 70                           | 6,15 %                       | 269                          | 4,63 %                       |
| Participation                |                              |                              |                              |                              |                              |
| Votant                       | Votant                       | 1 139                        | 43,27 %                      | 6 022                        | 35,21 %                      |
| Abstention                   | Abstention                   | 1 487                        | 56,63 %                      | 11 079                       | 64,79 %                      |
| Liste électorale             |                              |                              |                              |                              |                              |
| Inscrit                      | Inscrit                      | 2 626                        | 71,20 %                      | 17 101                       | ?                            |
| Non inscrit                  | Non inscrit                  | 1 022                        | 28,80 %                      |                              |                              |
| Population                   | Population                   | 3 688                        | 100 %                        |                              |                              |

## Élections régionales

### Élections régionales de 2004

#### 1ertour
| Élection cantonale de 2008 , | Élection cantonale de 2008 , | Élection cantonale de 2008 , | Élection cantonale de 2008 , | Élection cantonale de 2008 , | Élection cantonale de 2008 , |
| Candidat                     | Parti                        | Commune                      | Commune                      | Région                       | Région                       |
| Candidat                     | Parti                        | Nbre                         | %                            | Nbre                         | %                            |
| ---------------------------- | ---------------------------- | ---------------------------- | ---------------------------- | ---------------------------- | ---------------------------- |
| Jacques Auxiette             | PS                           | 961                          | 61,88 %                      | 518 475                      | 37,20 %                      |
| François Fillon              | UMP                          | 227                          | 14,62 %                      | 450 560                      | 32,33 %                      |
| Samuel Maréchal              | Front national               | 128                          | 8,24 %                       | 135 390                      | 9,71 %                       |
| Yves Cheere                  | LO                           | 109                          | 7,02 %                       | 84 567                       | 6,07 %                       |
| Jean Arthuis                 | UDF                          | 96                           | 6,18 %                       | 169 252                      | 12,14 %                      |
| Paul Petitdidier             | MNR                          | 32                           | 2,06 %                       | 35 475                       | 2,55 %                       |
| Blanc ou nul                 | Blanc ou nul                 |                              | %                            |                              | %                            |
| Participation                |                              |                              |                              |                              |                              |
| Votant                       | Votant                       | 1 618                        | 65,43 %                      | 1 482 749                    | 61,87 %                      |
| Abstention                   | Abstention                   | 855                          | 34,57 %                      | 913 761                      | 38,13 %                      |
| Liste électorale             |                              |                              |                              |                              |                              |
| Inscrit                      | Inscrit                      | 2 473                        | 67,05 %                      |                              |                              |
| Non inscrit                  | Non inscrit                  | 1215                         | 32,94 %                      |                              |                              |
| Population                   | Population                   | 3 688                        | 100 %                        |                              |                              |

#### 2etour
| Élection cantonale de 2008 , | Élection cantonale de 2008 , | Élection cantonale de 2008 , | Élection cantonale de 2008 , | Élection cantonale de 2008 , | Élection cantonale de 2008 , |
| Candidat                     | Parti                        | Commune                      | Commune                      | Région                       | Région                       |
| Candidat                     | Parti                        | Nbre                         | %                            | Nbre                         | %                            |
| ---------------------------- | ---------------------------- | ---------------------------- | ---------------------------- | ---------------------------- | ---------------------------- |
| Jacques Auxiette             | PS                           | 1 271                        | 77,69 %                      | 762 618                      | 52,36 %                      |
| François Fillon              | UMP                          | 365                          | 22,31 %                      | 693 993                      | 47,64 %                      |
| Blanc ou nul                 | Blanc ou nul                 | 58                           | 3,42 %                       | 72 649                       | 4,75 %                       |
| Participation                |                              |                              |                              |                              |                              |
| Votant                       | Votant                       | 1 694                        | 68,50 %                      | 1 529 260                    | 63,82 %                      |
| Abstention                   | Abstention                   | 779                          | 31,50 %                      | 866 836                      | 36,18 %                      |
| Liste électorale             |                              |                              |                              |                              |                              |
| Inscrit                      | Inscrit                      | 2 473                        | 67,05 %                      |                              |                              |
| Non inscrit                  | Non inscrit                  | 1215                         | 32,94 %                      |                              |                              |
| Population                   | Population                   | 3 688                        | 100 %                        |                              |                              |

## Élections législatives

### Élections législatives de 2007
XIIIe législature de la Cinquième République française.
Lors de ces élections, Indre était la commune ayant le plus voté à gauche en Loire-Atlantique mais également la plus monopolaire avec 57,56 % au premier tour et 74,40 % au second tour pour le Parti socialiste. Jean-Marc Ayrault en fait le candidat ayant reçu le plus grand pourcentage de voix d'une commune parmi les 221 communes et 10 circonscriptions de la Loire-Atlantique.

#### 1ertour
| Élections législatives françaises de 2007 de la troisième circonscription de la Loire-Atlantique le dimanche 10 juin 2007 | Élections législatives françaises de 2007 de la troisième circonscription de la Loire-Atlantique le dimanche 10 juin 2007 | Élections législatives françaises de 2007 de la troisième circonscription de la Loire-Atlantique le dimanche 10 juin 2007 | Élections législatives françaises de 2007 de la troisième circonscription de la Loire-Atlantique le dimanche 10 juin 2007 |
| Candidat | Parti | voix | voix |
| Candidat | Parti | Nbre | % |
| --- | --- | --- | --- |
| Jean-Marc Ayrault | PS | 990 | 57,56 % |
| | FN | 34 | 1,98 % |
| Patricia Rio | MPF | 24 | 1,40 % |
| Muriel Lalanne | CPNT | 11 | 0,64 % |
| Gilles Bontemps | PCF | 62 | 3,60 % |
| Michel Mittermite | Extrême gauche | 9 | 0,52 % |
| Sophie Jozan | UMP | 337 | 19,59 % |
| Michelle Pèlerin | Extrême droite | 11 | 0,64 % |
| Jean-Marc Carpentier | Majorité présidentielle                                                                                                   | 5 | 0,29 % |
| Éric Ménard | MoDem | 90 | 5,23 % |
| Bruno Jarry | Divers | 12 | 0,70 % |
| Catherine Choquet | Les Verts | 90 | 5,23 % |
| Liliane Olejniczak | Extrême gauche | 4 | 0,23 % |
| Delphine Vince | Extrême gauche | 37 | 2,15 % |
| Ahmed Bouasria | Divers gauche | 4 | 0,23 % |
| Blanc ou nul | Blanc ou nul | 18 | 1,04 % |
| Participation | | | |
| Votant | Votant | 1 738 | 67,08 % |
| Abstention | Abstention | 853 | 32,92 % |
| Liste électorale | | | |
| Inscrit | Inscrit | 2 591 | 70,25 % |
| Non inscrit | Non inscrit | 1 097 | 29,75 % |
| Population | Population | 3 688 | 100 % |

information complémentaire
- 1 voix est égale à 0,058 % des votants.

#### 2etour
| Élections législatives françaises de 2007 de la troisième circonscription de la Loire-Atlantique le dimanche 17 juin 2007 | Élections législatives françaises de 2007 de la troisième circonscription de la Loire-Atlantique le dimanche 17 juin 2007 | Élections législatives françaises de 2007 de la troisième circonscription de la Loire-Atlantique le dimanche 17 juin 2007 | Élections législatives françaises de 2007 de la troisième circonscription de la Loire-Atlantique le dimanche 17 juin 2007 |
| Candidat | Parti | voix | voix |
| Candidat | Parti | Nbre | % |
| --- | --- | --- | --- |
| Jean-Marc Ayrault | PS | 1 174 | 74,40 % |
| Sophie Jozan | UMP | 404 | 25,60 % |
| Blanc ou nul | Blanc ou nul | 39 | 2,41 % |
| Participation | | | |
| Votant | Votant | 1 617 | 62,41 % |
| Abstention | Abstention | 974 | 37,59 % |
| Liste électorale | | | |
| Inscrit | Inscrit | 2 591 | 70,25 % |
| Non inscrit | Non inscrit | 1 097 | 29,75 % |
| Population | Population | 3 688 | 100 % |

information complémentaire
- 1 voix est égale à 0,062 % des votants.

### Élections législatives de 2002
XIIe législature de la Cinquième République française
| Élections législatives françaises de 2002 de la troisième circonscription de la Loire-Atlantique le dimanche 16 juin 2002 | Élections législatives françaises de 2002 de la troisième circonscription de la Loire-Atlantique le dimanche 16 juin 2002 | Élections législatives françaises de 2002 de la troisième circonscription de la Loire-Atlantique le dimanche 16 juin 2002 | Élections législatives françaises de 2002 de la troisième circonscription de la Loire-Atlantique le dimanche 16 juin 2002 |
| Candidat | Parti | voix | voix |
| Candidat | Parti | Nbre | % |
| --- | --- | --- | --- |
| Jean-Marc Ayrault | PS | 972 | 58,52 % |
| Marc Gerin | MEI | 10 | 0,60 % |
| Brigitte Helard | LO | 25 | 1,51 % |
| Xavier Coste | FN | 86 | 5,18 % |
| Jacques Lebreton de Vonne                                                                                                 | UDB | 23 | 1,38 % |
| Patricia Rio | MPF | 12 | 0,72 % |
| Arnaud de Perier | MNR | 19 | 1,14 % |
| Guillaume Briey | CPNT | 18 | 1,08 % |
| Loïc Bureau | Pôle républicain | 13 | 0,78 % |
| Gilles Bontemps | PCF | 68 | 4,09 % |
| Bertrand Vrain | SEGA | 9 | 0,54 % |
| Jean Baillet | UMP | 268 | 16,13 % |
| Erwan Kerivel | LCR | 30 | 1,81 % |
| David Leconte | GE | 6 | 0,36 % |
| Fabienne Boureau | UDF | 50 | 3,01 % |
| Claude Moitry | Divers | 9 | 0,54 % |
| Patrick Naizain | Les Verts | 43 | 2,59 % |
| Blanc ou nul | Blanc ou nul | 20 | 1,19 % |
| Participation | | | |
| Votant | Votant | 1681 | 67,65 % |
| Abstention | Abstention | 804 | 32,35 % |
| Liste électorale | | | |
| Inscrit | Inscrit | 2 485 | 68,25 % |
| Non inscrit | Non inscrit | 1196 | 31,75 % |
| Population | Population | 3 641 | 100 % |

information complémentaire
- 1 voix est égale à 0,059 % des votants.

## Élections européennes

### Élections européennes de 1999
| Résultats des élections européennes de 1999 à Indre | Résultats des élections européennes de 1999 à Indre | Résultats des élections européennes de 1999 à Indre | Résultats des élections européennes de 1999 à Indre |
| Candidat                                            | Parti                                               | voix                                                | voix                                                |
| Candidat                                            | Parti                                               | Nbre                                                | %                                                   |
| --------------------------------------------------- | --------------------------------------------------- | --------------------------------------------------- | --------------------------------------------------- |
| François Hollande                                   | Parti socialiste                                    | 414                                                 | 34,39 %                                             |
| Gérard Larrouturou                                  | Combat pour l'emploi                                | 10                                                  | 0,83 %                                              |
| Bruno Mégret                                        | Européens d'accord, Français d'abord                | 17                                                  | 1,41                                                |
| Nicolas Miguet                                      | Moins d'impôts maintenant                           | 19                                                  | 1,58 %                                              |
| Christian Cotten                                    | Politique pour l'Europe                             | 0                                                   | 0 %                                                 |
| Jean-Philippe Allenbach                             | Vive le fédéralisme                                 | 0                                                   | 0 %                                                 |
| Marie-Laurence Chanut                               | Parti humaniste                                     | 0                                                   | 0 %                                                 |
| François Bayrou                                     | Avec l'Europe                                       | 77                                                  | 6,40 %                                              |
| Antoine Waechter                                    | Écologie choix de la vie                            | 12                                                  | 1,00 %                                              |
| Guy Guerrin                                         | Ligue nationale                                     | 0                                                   | 0 %                                                 |
| Jean-Marie Le Pen                                   | Front national                                      | 30                                                  | 2,49 %                                              |
| Nicolas Sarkozy                                     | L'union pour l'Europe                               | 70                                                  | 5,81 %                                              |
| Robert Hue                                          | Bouge l'Europe                                      | 141                                                 | 11,71 %                                             |
| Benoît Frappe                                       | Liste loi naturelle                                 | 0                                                   | 0 %                                                 |
| Jean Saint-Josse                                    | CPNT                                                | 53                                                  | 4,40 %                                              |
| Arlette Laguiller                                   | Lutte ouvrière et LCR                               | 81                                                  | 6,73 %                                              |
| Joseph Jos                                          | Mi ou Mi mwen                                       | 0                                                   | 0 %                                                 |
| Charles Pasqua                                      | Rassemblement pour la France                        | 86                                                  | 7,14 %                                              |
| Gérard Maudrux                                      | Vivant Énergie France                               | 9                                                   | 0,75 %                                              |
| Daniel Cohn-Bendit                                  | Les Verts                                           | 138                                                 | 2,59 %                                              |
| Blanc ou nul                                        | Blanc ou nul                                        | 47                                                  | 3,90 %                                              |
| Participation                                       |                                                     |                                                     |                                                     |
| Votant                                              | Votant                                              | 1 204                                               | 50,17 %                                             |
| Abstention                                          | Abstention                                          | 1 196                                               | 49,83 %                                             |
| Liste électorale                                    |                                                     |                                                     |                                                     |
| Inscrit                                             | Inscrit                                             | 2 400                                               | 65,92 %                                             |
| Non inscrit                                         | Non inscrit                                         | 1 241                                               | 34,08 %                                             |
| Population                                          | Population                                          | 3 641                                               | 100 %                                               |

information complémentaire
- 1 voix est égale à 0,083 % des votants.

## Élections présidentielles

### Élection présidentielle de 2007
Indre est la  commune ayant le plus voté à gauche en Loire-Atlantique mais également la plus monopolaire avec 40,81 % au premier tour et 67,95 % au second tour pour le Parti socialiste bien que le maire Jean-Luc Le Drenn ait donné son parrainage à Dominique Voynet (Les Verts) . Ségolène Royal en fait le candidat ayant reçu le plus grand pourcentage de voix d'une commune parmi les 221 communes de la Loire-Atlantique. 

#### 1ertour
| François Bayrou      | UDF          | 394   | 17,12 % |
| Olivier Besancenot   | LCR          | 124   | 5,39 %  |
| José Bové            |              | 29    | 1,26 %  |
| Marie-George Buffet  | PCF          | 71    | 3,09 %  |
| Philippe de Villiers | MPF          | 45    | 1,96 %  |
| Arlette Laguiller    | LO           | 27    | 1,17 %  |
| Jean-Marie Le Pen    | FN           | 132   | 5,74 %  |
| Frédéric Nihous      | CPNT         | 16    | 0,70 %  |
| Ségolène Royal       | PS           | 939   | 40,81 % |
| Nicolas Sarkozy      | UMP          | 462   | 20,08 % |
| Gérard Schivardi     | PT           | 17    | 0,74 %  |
| Dominique Voynet     | Les Verts    | 45    | 1,96 %  |
| Blanc ou nul         | Blanc ou nul | 22    | 0,99 %  |
| Participation        |              |       |         |
| Votant               | Votant       | 2 324 | 90,29 % |
| Abstention           | Abstention   | 250   | 9,71 %  |
| Liste électorale     |              |       |         |
| Inscrit              | Inscrit      | 2 574 | 69,79 % |
| Non inscrit          | Non inscrit  | 1 114 | 30,21 % |
| Population           | Population   | 3 688 | 100 %   |

information complémentaire
- 1 voix est égale à 0,043 % des votants.

#### 2etour
| Ségolène Royal   | PS           | 1 505 | 67,95 % |
| Nicolas Sarkozy  | UMP          | 710   | 32,05 % |
| Blanc ou nul     | Blanc ou nul | 77    | 3,36 %  |
| Participation    |              |       |         |
| Votant           | Votant       | 2 292 | 89,04 % |
| Abstention       | Abstention   | 282   | 10,96 % |
| Liste électorale |              |       |         |
| Inscrit          | Inscrit      | 2 574 | 69,79 % |
| Non inscrit      | Non inscrit  | 1 114 | 30,21 % |
| Population       | Population   | 3 688 | 100 %   |

information complémentaire
- 1 voix est égale à 0,044 % des votants.

### Élection présidentielle de 2002
L'élection présidentielle de 2002 est le premier quinquennat de la Ve République. Cette élection souligna le mal être politique de la France avec un taux d'abstention record pour ce type d'élection mais également la présence de l'extrême droite au second tour. La commune souligne son penchant historique pour le parti socialiste, ayant un décalage avec le vote au niveau national. 

#### 1ertour
| Bruno Mégret            | MNR          | 27    | 1,48 %  |
| Corinne Lepage          | Cap21        | 45    | 2,46 %  |
| Daniel Gluckstein       | PT           | 14    | 0,77 %  |
| François Bayrou         | UDF          | 96    | 5,25 %  |
| Jacques Chirac          | RPR          | 190   | 10,39 % |
| Jean-Marie Le Pen       | FN           | 185   | 10,12 % |
| Christiane Taubira      | PRG          | 36    | 1,97 %  |
| Jean Saint-Josse        | CPNT         | 42    | 2,30 %  |
| Noël Mamère             | Les Verts    | 147   | 8,04 %  |
| Lionel Jospin           | PS           | 508   | 27,79 % |
| Christine Boutin        | FRS          | 13    | 0,71 %  |
| Robert Hue              | PCF          | 119   | 6,51 %  |
| Jean-Pierre Chevènement | MDC          | 81    | 4,43 %  |
| Alain Madelin           | DL           | 53    | 2,90 %  |
| Arlette Laguiller       | LO           | 160   | 8,75 %  |
| Olivier Besancenot      | LCR          | 112   | 6,13 %  |
| Blanc ou nul            | Blanc ou nul | 51    | 2,71 %  |
| Participation           |              |       |         |
| Votant                  | Votant       | 1879  | 75,95 % |
| Abstention              | Abstention   | 595   | 24,05 % |
| Liste électorale        |              |       |         |
| Inscrit                 | Inscrit      | 2 474 | 67,95 % |
| Non inscrit             | Non inscrit  | 1 167 | 32,05 % |
| Population              | Population   | 3 641 | 100 %   |

information complémentaire
- 1 voix est égale à 0,053 % des votants.

#### 2etour
| Jacques Chirac    | RPR          | 1 748 | 91,28 % |
| Jean-Marie Le Pen | FN           | 167   | 8,72 %  |
| Blanc ou nul      | Blanc ou nul | 93    | 4,63 %  |
| Participation     |              |       |         |
| Votant            | Votant       | 2 008 | 81,16 % |
| Abstention        | Abstention   | 466   | 18,84 % |
| Liste électorale  |              |       |         |
| Inscrit           | Inscrit      | 2 474 | 67,95 % |
| Non inscrit       | Non inscrit  | 1 167 | 32,05 % |
| Population        | Population   | 3 641 | 100 %   |

information complémentaire
- 1 voix est égale à 0,050 % des votants.

## Référendums

### Constitution européenne- Référendum du 29 mai 2005
| Référendum sur le traité établissant une Constitution pour l'Europe du 29 mai 2005 | Référendum sur le traité établissant une Constitution pour l'Europe du 29 mai 2005 | Référendum sur le traité établissant une Constitution pour l'Europe du 29 mai 2005 |
| Avis                                                                               | voix                                                                               | voix                                                                               |
| Avis                                                                               | Nbre                                                                               | %                                                                                  |
| ---------------------------------------------------------------------------------- | ---------------------------------------------------------------------------------- | ---------------------------------------------------------------------------------- |
| Oui                                                                                | 801                                                                                | 44,23 %                                                                            |
| Non                                                                                | 1 010                                                                              | 55,77 %                                                                            |
| Blanc ou nul                                                                       | 37                                                                                 | 2,00 %                                                                             |
| Participation                                                                      |                                                                                    |                                                                                    |
| Votant                                                                             | 1 848                                                                              | 75,89 %                                                                            |
| Abstention                                                                         | 587                                                                                | 24,11 %                                                                            |
| Liste électorale                                                                   |                                                                                    |                                                                                    |
| Inscrit                                                                            | 2 435                                                                              | 66,35 %                                                                            |
| Non inscrit                                                                        | 1 235                                                                              | 33,65 %                                                                            |
| Population                                                                         | 3 670                                                                              | 100 %                                                                              |

information complémentaire
- 1 voix est égale à 0,054 % des votants.

### Traité de Maastricht- Référendum du 20 septembre 1992
| Référendum du 20 septembre 1992 sur le Traité de Maastricht | Référendum du 20 septembre 1992 sur le Traité de Maastricht | Référendum du 20 septembre 1992 sur le Traité de Maastricht |
| Avis                                                        | voix                                                        | voix                                                        |
| Avis                                                        | Nbre                                                        | %                                                           |
| ----------------------------------------------------------- | ----------------------------------------------------------- | ----------------------------------------------------------- |
| Oui                                                         | 928                                                         | 55,80 %                                                     |
| Non                                                         | 735                                                         | 44,20 %                                                     |
| Blanc ou nul                                                | 43                                                          | 2,52 %                                                      |
| Participation                                               |                                                             |                                                             |
| Votant                                                      | 1 706                                                       | 73,06 %                                                     |
| Abstention                                                  | 629                                                         | 26,94 %                                                     |
| Liste électorale                                            |                                                             |                                                             |
| Inscrit                                                     | 2335                                                        | 71,60 %                                                     |
| Non inscrit                                                 | 926                                                         | 28,40 %                                                     |
| Population                                                  | 3 261                                                       | 100 %                                                       |

information complémentaire
- 1 voix est égale à 0,043 % des votants.